# Bird Study
Bird Study ist ein Fachjournal für Ornithologie. Das Magazin veröffentlicht Fachartikel aus dem Umfeld des British Trust for Ornithology. Schwerpunkt ist die Ornithologie, vor allem der evidenzbasierte Vogelschutz. Besonders werden Untersuchungen zu Verteilungsmustern und Häufigkeit, Habitatpräferenzen, Methodik und anderen Techniken zur Markierung und Verfolgung von Vögeln veröffentlicht.
Bird Study konzentriert sich auf die Vögel der westlichen Paläarktis. Dies schließt die Forschung an ihrer Biologie außerhalb der Westpaläarktis, zum Beispiel im Winterquartier in Afrika mit ein.